# Akane Liv
AKANE LIV, de son vrai nom Akane Okamoto (岡本茜), est une chanteuse et actrice japonaise. Elle s'appelle LIV en Suède.

## Carrière
Akane Liv est née le 24 août 1978, à Göteborg, en Suède. Son père est polonais et suédois, et sa mère est coréenne et japonaise. Elle est diplômée de l’école de musique de Takarazuka (où elle a été acceptée au sommet de la classe). Elle a joué avec la troupe Takarazuka pendant six ans. Elle a été inscrite à un petit collège international à Oxford, en Angleterre. Alors qu'elle vivait en Angleterre, Okamoto a pris des leçons de chant classique. Elle a joué au Festival de musique de Beckenham en 2004. Elle a été nommée Chanteuse de l'année en 2004.

## Œuvres (sélection partielle)

### Takarazuka
Akane Liv a rejoint le Yuki-Gumi (le groupe de la neige) de la Revue Takarazuka et a fait des débuts éblouissants sous le nom de Akane Kamizuki.

### Après Takarazuka
- 2006-2006 : Anne of Green Gables : Anne Shirley
- 2007 : Jekyll & Hyde
- 2008 : La Cage aux Folles
- 2009 : Cyrano
- 2011 : Mitsuko : Ida Roland
- 2013 : Mozart, l'opéra rock : Aloysia Weber
- 2014-2015 : Black Butler ~ Chi ni Moeru Licorice : Madame Red
- 2015 : Le Petit Prince
- 2017 : The Great Gatsby
- 2022 : The Bodyguard : Nicki Marron

### Concerts
- 2005 : 「Akane」
- 2006 : 「I gotta JURI'SM」
- 2012 : 「CHESS in concert」

### Autres
Modèle pour L'Oréal Professionnel lors de la Collection Automne / Hiver 2009.

### CD

#### Single
- "Le Fantôme de l'Opéra"

#### Albums
- "DOUBLE MOON" (14 décembre 2009)
- "GOLDEN MOON" (16 mars 2011)
- "Symphonic Moon" (18 janvier 2012)
- "THE END OF THE BEGINNING"  (26 septembre 2012)[2]